# Torneo di Tolone 2012
Il Torneo di Tolone del 2012 è la 40ª edizione di questo torneo calcistico, ed è stato disputato dal 23 maggio al 1º giugno 2012. Ad eccezione di Turchia, Paesi Bassi e Francia che non si sono qualificate alle competizioni di agosto, per le altre nazioni in gara si tratta di un torneo di preparazione alle Olimpiadi.

## Nazionali partecipanti
- Paesi Bassi
- Bielorussia
- Marocco
- Francia (paese ospitante)
- Giappone
- Messico
- Turchia
- Egitto

## Fase a gironi

### Gruppo A
| Squadra     | G | V | N | P | GF | GS | DR | Pt. |
| ----------- | - | - | - | - | -- | -- | -- | --- |
| Paesi Bassi | 3 | 2 | 0 | 1 | 6  | 3  | +3 | 6   |
| Turchia     | 3 | 1 | 1 | 1 | 3  | 2  | +1 | 4   |
| Egitto      | 3 | 1 | 1 | 1 | 4  | 6  | –2 | 4   |
| Giappone    | 3 | 1 | 0 | 2 | 5  | 7  | –2 | 3   |

| Arbitro: | Jérôme Efong Nzolo |

|                           |           |  |
| Oiwa 56’ (aut.) Tozlu 74’ | Marcatori |  |

| Arbitro: | Ricardo Arellano Nieves |

|  |           |                                          |
|  | Marcatori | 23’ Barazite 67’ Rienstra 77’ ten Voorde |

| Arbitro: | Siarhei Tsynkevich |

|                                  |           |                           |
| Saito 5’ Ibusuki 43’ Ogihara 73’ | Marcatori | 2’ Gouriye 46’ ten Voorde |

| Arbitro: | Jérôme Efong Nzolo |

|           |           |          |
| Gaber 71’ | Marcatori | 4’ Güral |

| Arbitro: | Mounir Mabrouk |

|                |           |                                |
| Usami 41’, 48’ | Marcatori | 31’ Eid 37’ Mohsen 73’ Soliman |

| Arbitro: | Ricardo Arellano Nieves |

|            |           |  |
| Alberg 10’ | Marcatori |  |

### Gruppo B
| Squadra     | G | V | N | P | GF | GS | DR | Pt. |
| ----------- | - | - | - | - | -- | -- | -- | --- |
| Francia     | 3 | 2 | 1 | 0 | 8  | 4  | +5 | 7   |
| Messico     | 3 | 2 | 0 | 1 | 7  | 7  | 0  | 6   |
| Marocco     | 3 | 0 | 2 | 1 | 5  | 6  | –1 | 2   |
| Bielorussia | 3 | 0 | 1 | 2 | 2  | 5  | –3 | 1   |

| Arbitro: | Yudai Yamamoto (Giappone) |

|                                  |           |                                         |
| Qasmi 28’ Labyad 43’, 79’ (rig.) | Marcatori | 7’ (aut.) Feddal 34’, 58’, 80+3’ Fabián |

| Arbitro: | Danny Makkelie (Paesi Bassi) |

|                   |           |                                        |
| Drahun 49’ (rig.) | Marcatori | 8’ de Préville 59’ Mulumba 72’ Makengo |

| Nizza 26 maggio 2012, ore 17:45 CEST | Bielorussia | 0 – 0 referto | Marocco | Stade Municipal du Ray\| Arbitro: \| Sham Omar \| |
| Arbitro:                             | Sham Omar   |               |         |                                                   |

| Arbitro: | Yudai Yamamoto |

|                                       |           |            |
| Germain 9’ de Préville 13’ Landre 60’ | Marcatori | 35’ Fabián |

| Arbitro: | Sham Omar |

|             |           |                   |
| Sivakov 44’ | Marcatori | 59’, 80+3’ Fabián |

| Arbitro: | Danny Makkelie |

|                               |           |                         |
| Trebel 23’ Makengo 51’ (rig.) | Marcatori | 54’ Frikeche 71’ Feddal |

## Fase ad eliminazione diretta

### Tabellone
|  | Semifinali  | Semifinali  | Semifinali |         |         | Finale             | Finale             | Finale             |  |
|  |             |             |            |         |         |                    |                    |                    |  |
|  | Paesi Bassi | Paesi Bassi | 2          |         |         |                    |                    |                    |  |
|  | Paesi Bassi | Paesi Bassi | 2          |         |         |                    |                    |                    |  |
|  | Messico     | Messico     | 4          |         |         |                    |                    |                    |  |
|  | Messico     | Messico     | 4          |         | Messico | Messico            | 3                  |                    |  |
|  |             |             |            |         | Messico | Messico            | 3                  |                    |  |
|  |             |             | Turchia    | Turchia | 0       |                    |                    |                    |  |
|  | Francia     | Francia     | Turchia    | Turchia | 0       | 0                  |                    |                    |  |
|  | Francia     | Francia     |            |         |         | 0                  |                    |                    |  |
|  | Turchia     | Turchia     | 1          |         |         | Finale 3º/4º posto | Finale 3º/4º posto | Finale 3º/4º posto |  |
|  | Turchia     | Turchia     | 1          |         |         |                    |                    |                    |  |
|  |             |             |            |         |         |                    |                    |                    |  |
|  |             |             |            |         |         | Paesi Bassi        | Paesi Bassi        | 3                  |  |
|  |             |             |            |         |         | Paesi Bassi        | Paesi Bassi        | 3                  |  |
|  |             |             |            |         |         | Francia            | Francia            | 2                  |  |

### Semifinali
| Arbitro: | Siarhei Tsynkevich |

|                     |           |                                                |
| van Haaren 10’, 19’ | Marcatori | 14’ Herrera 52’ Ramírez 54’ Jiménez 78’ Fabián |

| Arbitro: | Mounir Mabrouk |

|  |           |                 |
|  | Marcatori | 19’ (rig.) Köse |

### Finale per il 3º e 4º posto
| Arbitro: | Ricardo Arellano Nieves |

|                                          |           |                             |
| Wijnaldum 3’ Barazite 38’ ten Voorde 80’ | Marcatori | 73’ de Préville 79’ Germain |

### Finale
| Arbitro: | Jérôme Efong Nzolo |

|                                 |           |  |
| Ramírez 26’ Mier 71’ Pulido 78’ | Marcatori |  |